# Prebendehemman
Prebendehemman var indragna  domkapitelshemman eller gårdar som före Gustav Vasas kyrkoreformation tillhört olika klosterordnar, som på 1600-talet anvisats till avlöning åt en del professorer och lektorer. Vanligen fanns donationsbrev med föreskrifter om deras förvaltning. Fr.o.m. 1914 åtnjöt kyrkofonden inkomsterna av desamma.